# Space and Upper Atmosphere Research Commission
Mall:Källo
Space and Upper Atmosphere Research Commission (SUPARCO) är sedan 1961 den pakistanska myndigheten för rymdfart.